# メイ・コステロ
メイ・アルチュック・コステロ（Mae Altschuk Costello, 1882年8月13日 - 1929年8月2日）は、アメリカ合衆国の女優。娘は女優のドロレス・コステロとヘレン・コステロ。ドリュー・バリモアは曾孫にあたる。
ニューヨーク州・ブルックリン出身。